# Birma (motorfiets)
Birma is een Frans historisch merk van motorfietsen.
De bedrijfsnaam was: Motorcycles Birma S.A, Lyon
Birma begon in 1949 met de productie van lichte motorfietsjes met 98cc-Aubier Dunne-tweetaktmotoren. Het merk wist tot in de tweede helft van de jaren vijftig te overleven, maar verdween toen van de markt.